# 攀枝花站
攀枝花站位于中国四川省攀枝花市仁和区金江镇，原名金江站，有成昆铁路经过。车站于1970年启用，建于金江镇沿金沙江的山坡上，为成都局集团管辖的一等站。

## 历史
- 1970年：攀枝花站建成启用，时名金江站。
- 金江站于1991年初开始进行首次改造，新站房于1992年10月建成并投入使用[5]。
- 1994年7月，车站站名由金江站改为攀枝花站（渡口市于1987年改为攀枝花市）[6]。
- 1997年4月1日：攀枝花站开通始发进京列车117/118次（今K117/118次列车）。
- 1999年6月，成都铁路局实施生产布局调整，攀枝花直属站合并至攀枝花车务段[7]。
- 2005年：攀枝花站再次改造。
- 2006年3月20日，车站由攀枝花车务段改由西昌车务段管理[8]。
- 2016年，攀枝花站客运设施及站前广场实施改造工程，铁路部门对站房售票厅、风雨棚、候车室厕所管道进行全面整冶[9]:310；同时当地政府在站前广场重新划定了公交车、出租车及社会车辆停车区，调整了交通组织方式。[10]
- 2020年10月28日本站至成昆复线普达站联络线开通运营[11]
- 2021年1月1日，原由本站始发的5633/5634次列车运行区间调整为攀枝花南-普雄，本站不再开行始发列车[12]。

## 车站结构

### 站房

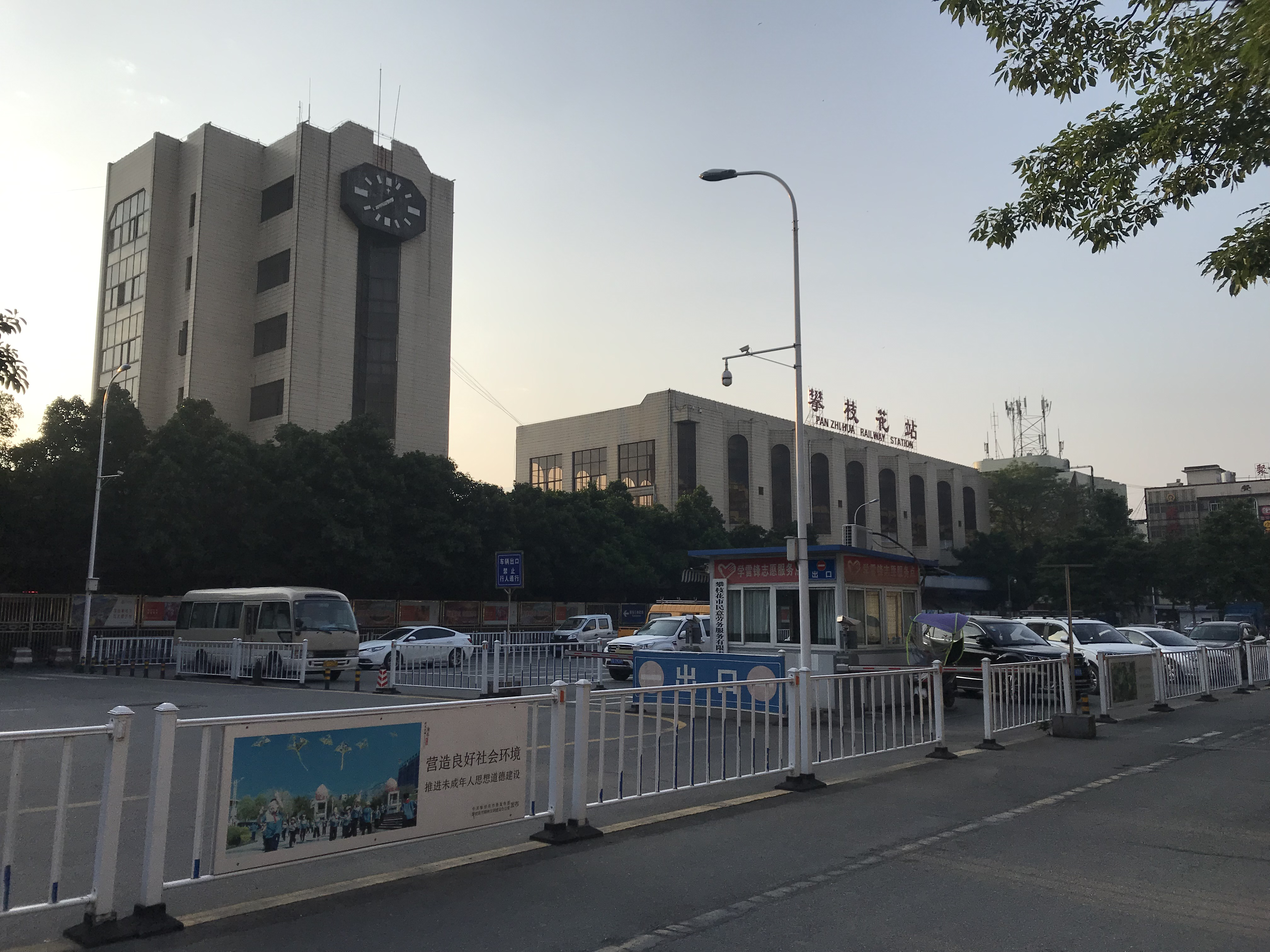
站房侧面

攀枝花站目前使用的站房于1992年10月投入使用，面积10000多平方米，为浇钢筋混凝土密肋楼板框架结构。主楼共有2层，楼顶的在站房投入运营初期设有由邹家华题写的站名；内部设有售票处一座，内设9个售票窗口；两个主候车室，面积3341平方米:206；另设有卧铺、军人及残疾人候车室共五个候车室。站房塔楼共有7层，顶层为车站信号楼。
- 售票处
- 进站口
- 一楼候车室
- 出站口

### 站场
攀枝花站为一级二场横列布置，其中到发场设有7条有效长度850米的到发线和2座长600米的旅客站台，站房和各个旅客站台间设有进站天桥和出站地道连接:206；调车场设有8条调车线和2条牵出线，外侧（金沙江侧）设有机务折返段:8。此外，站内还设有通往中国石油攀枝花销售分公司及中国石化销售有限公司攀枝花分公司的油专线3条、2条木专线、2条钢专线和通往大西南实业及攀西现代物流的货场专线2条。主站场西南侧为成都车辆段攀枝花运用车间，内设有6条存车线。
| 站房 | 售票处、候车室、检票口 | 售票处、候车室、检票口 |
| 站场 | 侧式站台               | 侧式站台               |
| 站场 | 1站台                  | 成昆铁路列车           |
| 站场 | 2站台                  | 成昆铁路列车           |
| 站场 | 岛式站台               |                        |
| 站场 | 3站台                  | 成昆铁路列车           |
| 站场 | 货车区段站             | 编组场                 |

## 使用情况

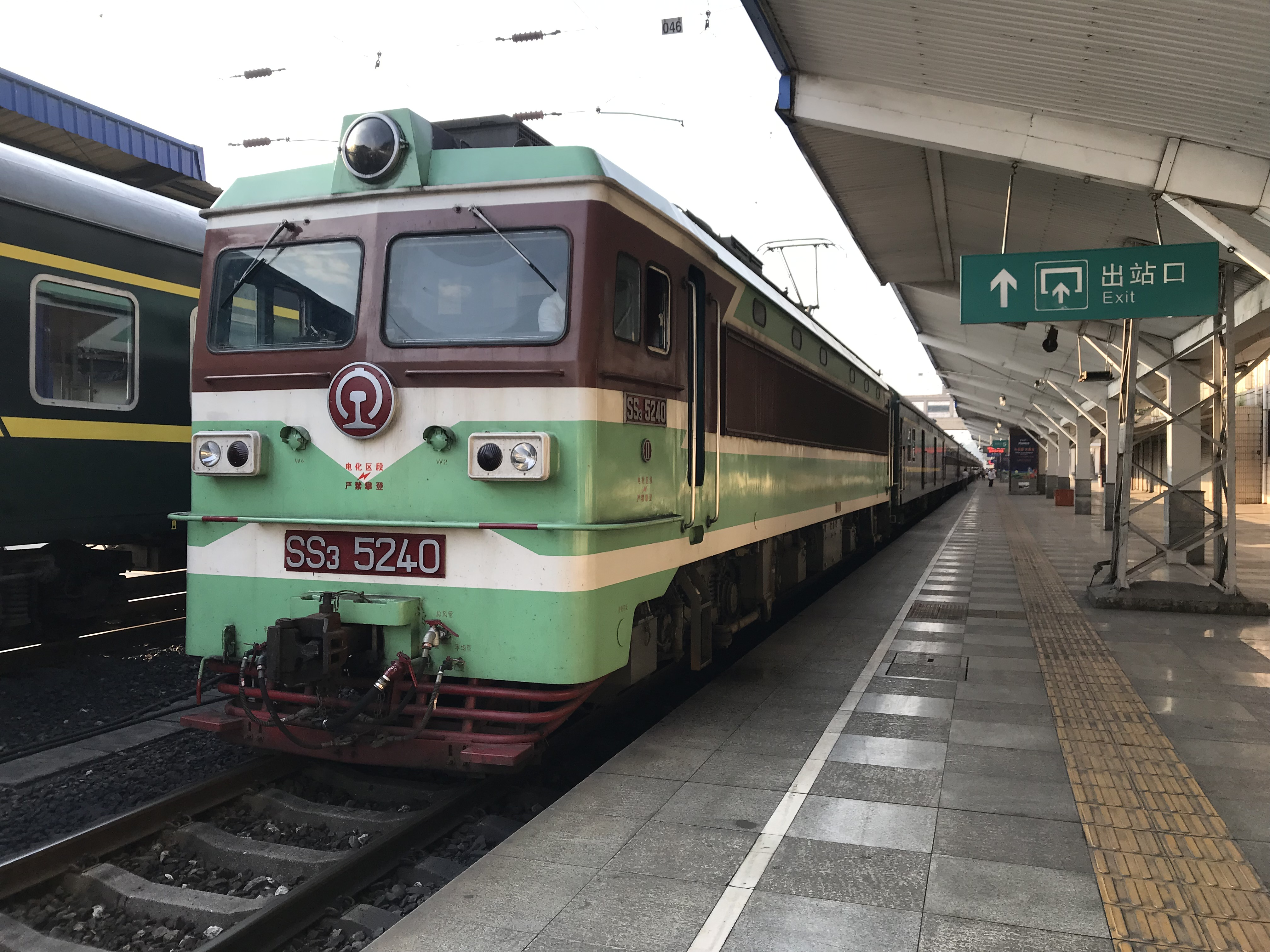
配属西昌机务段的韶山3型電力機車第5240号牵引往普雄方向的5634次列车于1站台待发

攀枝花站为成昆铁路上的区段站之一，办理客货列车到发和客货运业务，进行列车机车和乘务组的更换以及列车的技术检查、车辆修理和货运检查，同时进行货运列车的解体、编组作业、货物线和专用线装卸车的取送作业。日均办理旅客列车约20列，主要为成都站及昆明站到发的普快及快速旅客列车。曾經停靠的跨局旅客列车包括6161/6162次列车（攀枝花-昆明）、K113/114次列车（成都-昆明）、K117/118次列车（北京西-攀枝花）、K145/146次列车（成都-昆明）及K986/987、K988/985次列车（西寧-昆明）。
2020年5月25日，乌东德水电站開始蓄水，成昆铁路攀枝花至元谋区间停運，车站日均办理旅客列车约20列，方向只剩下成都站到发的普快及快速旅客列车。2020年11月普达联络线开通客运，本站始发和经停的部分旅客列车延长/增加攀枝花南站停靠。2021年1月1日起，本站始发攀枝花-普雄5633/5634次列车运行区间改为攀枝花南-普雄，本站不再开行始发列车。

## 交通接驳

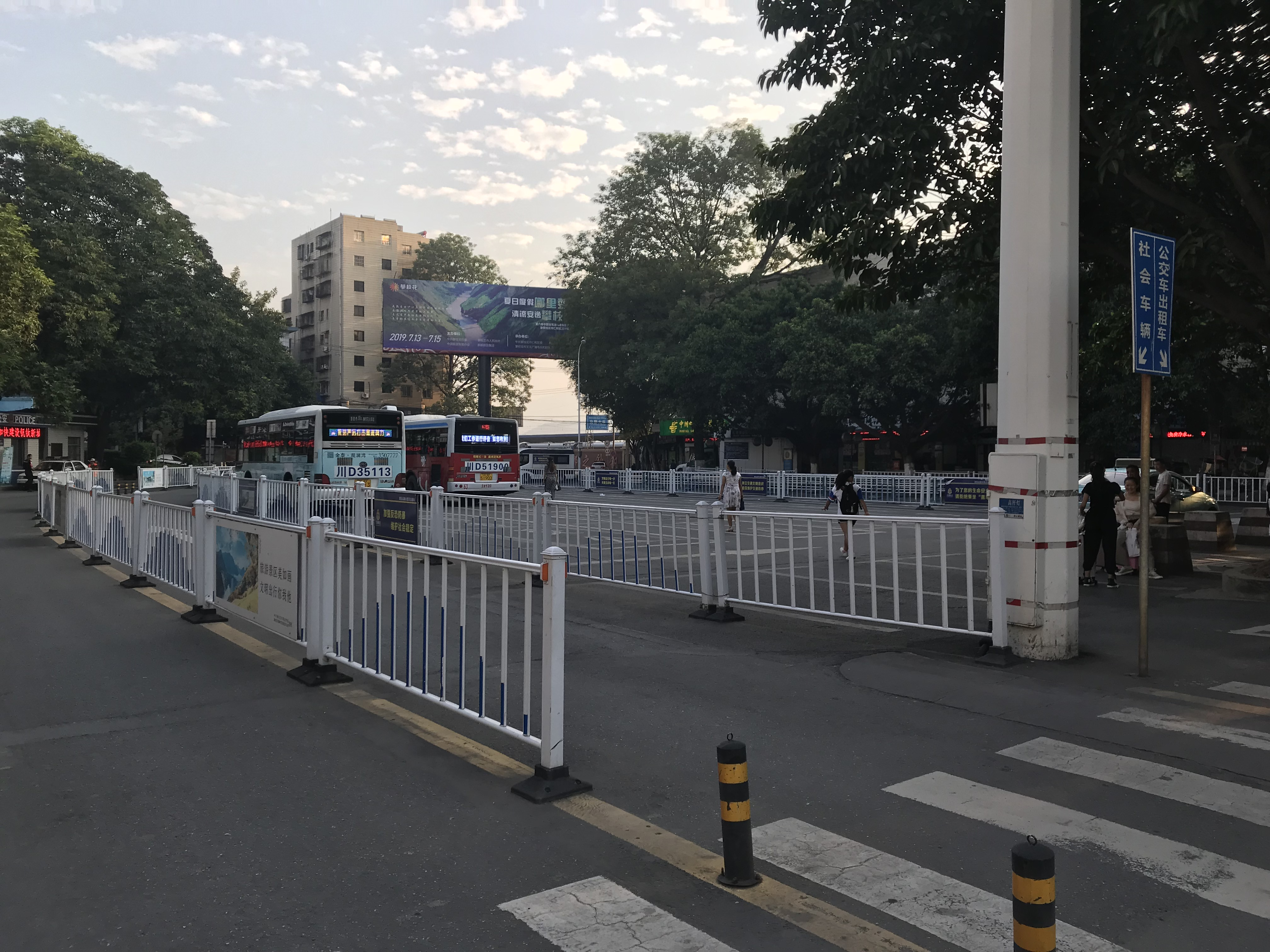
攀枝花火车站公交车站

攀枝花站距攀枝花市区20余公里车程。站前广场设有公交场站、出租车候车区及私家车停车场，以及8个天网系统摄像头。其中私家车停车场实施分段计价，停车15分钟内免费，15分钟后价格以4小时、12小时、24小时分别为3-5元人民币，24小时后每小时加收1元人民币。

### 公交车
攀枝花站的接驳公交发车时刻会根据车站停靠列车时刻进行调整：
63A路、64路、67路